# Dugarsürengiin Ojuunbold
Dugarsürengiin Ojuunbold (mongolisch Дугарсүрэнгийн Оюунболд; * 25. Dezember 1957 in Süchbaatar; † 2002) war ein mongolischer Ringer.

## Karriere
Dugarsürengiin Ojuunbold nahm an den Olympischen Spielen 1980 in Moskau teil. Im Bantamgewicht konnte er die Bronzemedaille gewinnen. Zwei Jahre zuvor hatte er in derselben Gewichtsklasse bereits die Bronzemedaille bei den Weltmeisterschaften in Mexiko-Stadt gewonnen. Auch bei der Universiade 1981 in Bukarest konnte er Bronze gewinnen.